# 大松施泰因山

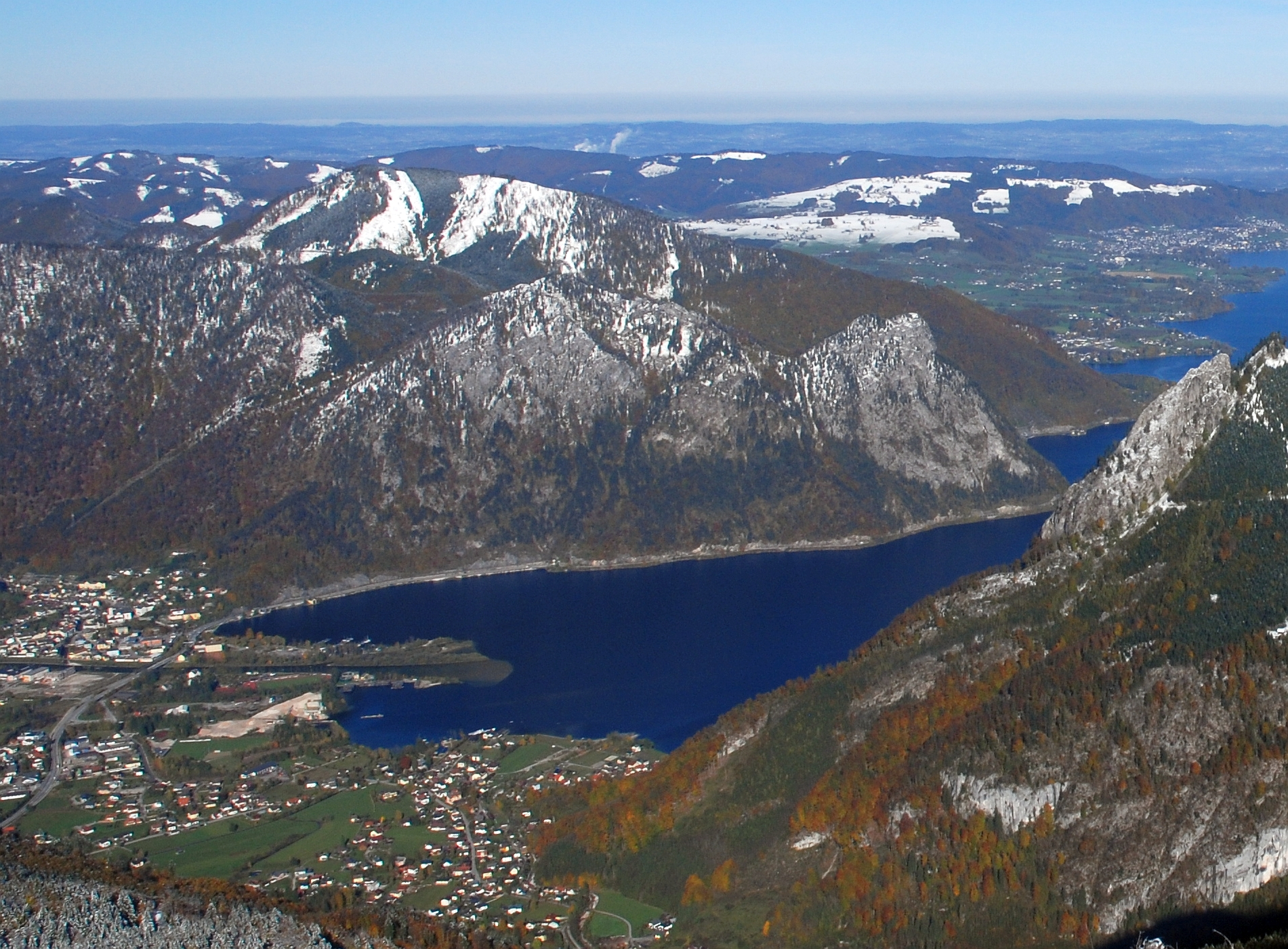

47°49′26″N 13°46′27″E / 47.82389°N 13.77417°E
大松施泰因山（德語：Großer Sonnstein），是奧地利的山峰，位於該國北部，由上奧地利州負責管轄，屬於薩爾茲卡默古特山脈的一部分，海拔高度1,037米，每年平均降雨量1,801毫米。